# メルセデス・ベンツ・EQS SUV
メルセデス・ベンツ・EQS SUV（Mercedes-Benz EQS SUV）は、ドイツの自動車メーカーであるメルセデス・ベンツが製造し、EQブランドで販売する電動の高級クロスオーバーSUVである。
同様のプラットフォームを使用する同名のセダンについては、EQSを参照。

## 初代（X296、2022年 - ）
2021年9月、ミュンヘンで開催されたIAAモビリティにて、原型となるメルセデス・マイバッハ・EQSコンセプトが初公開されたのち、2022年4月、量産モデルが発表された。ドイツでは同年12月、日本では2023年5月から販売が開始された。
先行して発売されたEQS（V297）は、同様のEV専用プラットフォームを用いた兄弟車である。Fセグメントに属し、同社のGLSに相当するEVのフラッグシップSUVである。
エクステリアは、全体的に丸みを帯びたデザインとなっており、Aピラーからルーフ、リアにかけて滑らかな曲線を描く。機能性やエアロダイナミクスに対する厳しい要求を満たす「目的に沿ったデザイン」には、ゆったりとした面の構成、 継ぎ目の少なさ、そしてシームレスデザインといった「Sensual Purity（官能的純粋）」の思想が反映されている。前後にライトバンド（光の帯）が設けられ、EQモデルであることを強調する。ライトバンド（光の帯）で繋がれた左右のヘッドライトには、3つの小さな三角形が配される。
フロントフェイスの「ブラックパネル」ユニットには、超音波センサー、カメラ、レーダーセンサーなど、運転支援システムのさまざまなデバイスが組み込まれている。ただし、それらが表から直接見えることはないよう処理されている。左フェンダー側面のサービスフラップは、ウォッシャー液補充のためのもので、ボンネットは、室内用エアフィルター交換などのメンテナンス目的の場合に、サービス工場でのみ開閉可能である。
専用プラットフォームにより、エンジンやトランスミッションのスペースが必要無い分、Aピラーをより前方に配置し、前後のオーバーハングを切り詰めることで、広いキャビンスペースを確保した。さらに、リア・アクスルステアリング（最大10度）の採用により、最小回転半径は、同社のミドルサイズSUVであるGLC（X254）と同等の5.1mを実現している。浮遊汚染物質を除去する、新開発の大型HEPAフィルターも装備する。
高速巡航時にボンネットが浮く現象を抑えるため、左右フェンダーまで回り込んだボンネットに加え、エアロダイナミックホイール、テールゲートスポイラー、格納式ドアハンドルの採用などにより、Cd値は0.26を達成した。高周波の風切り音に対しては、ドアやウインドウのシールに特殊な防音対策を施したほか、Aピラーには、フロントウインドウとの境目に、特殊な形状のゴム製トリムを取り付けることで、大幅なノイズの低減を実現した。
インテリアは、3枚の高精細パネルとダッシュボード全体を1枚のガラスで覆うワイドスクリーンで構成された、新開発の「MBUX ハイパースクリーン」が用意される。センターコンソールの下側は宙に浮いたような構造となり、左右のエアアウトレットは、ジェットエンジンのタービンを模したデザインとなる。なお、非装着時には、センターディスプレイとデジタルコックピットがそれぞれ独立して装備され、W223に近しいデザインとなる。さらに、MBUX ARナビゲーションや、ARヘッドアップディスプレイも用意される。インテリアトリムには、スターパターンをアルミニウムで象嵌した「ブラウンマグノリアウッドトリム」が新設定された。
40:20:40で分割可倒な2列目シートは、前後130mmの電動スライド機能を装備しているほか、バックレストは、電動リクライニング機能を備える。さらに、オプション（日本仕様は標準装備）の3列目シートを選択することで、最大7名まで乗車することができる。また、3列目シートへの乗車を容易にするため、2列目シートにイージーエントリーが装備される。
車や歩行者に加え、自転車も検知する「アクティブブレーキアシスト」や「緊急回避補助システム」をはじめ、ステレオマルチパーパスカメラと、360度カメラシステムを併用することで、より精密に、車線中央を維持するようになった「アクティブステアリングアシスト」など、最新の安全運転支援システム「インテリジェントドライブ」も搭載されている。
走行モードを好みに合わせて変更できる「ダイナミックセレクト」機能も備わる。走行モードは、コンフォート、スポーツ、エコ、インディビジュアル、オフロードから選択でき、モードに応じてサスペンション、アクセル特性、ESPなどの設定が切り替わる。スポーツモードとコンフォートモードでは、時速110km/h以上になると、エアサスペンションにより、それぞれ車高が自動的に10mm、15mm下がり、空気抵抗を低減する。オフロードモードでは、車高を最大25mmアップでき、ESPのON/OFFの切り替えも可能となる。

### 日本での販売
2023年5月29日、発表。同日より「EQS 450 4MATIC SUV」および「EQS 580 4MATIC SUV Sports」の発売を開始した。両者ともに、右ハンドルのみの設定となる。

## メルセデス・マイバッハ・EQS SUV

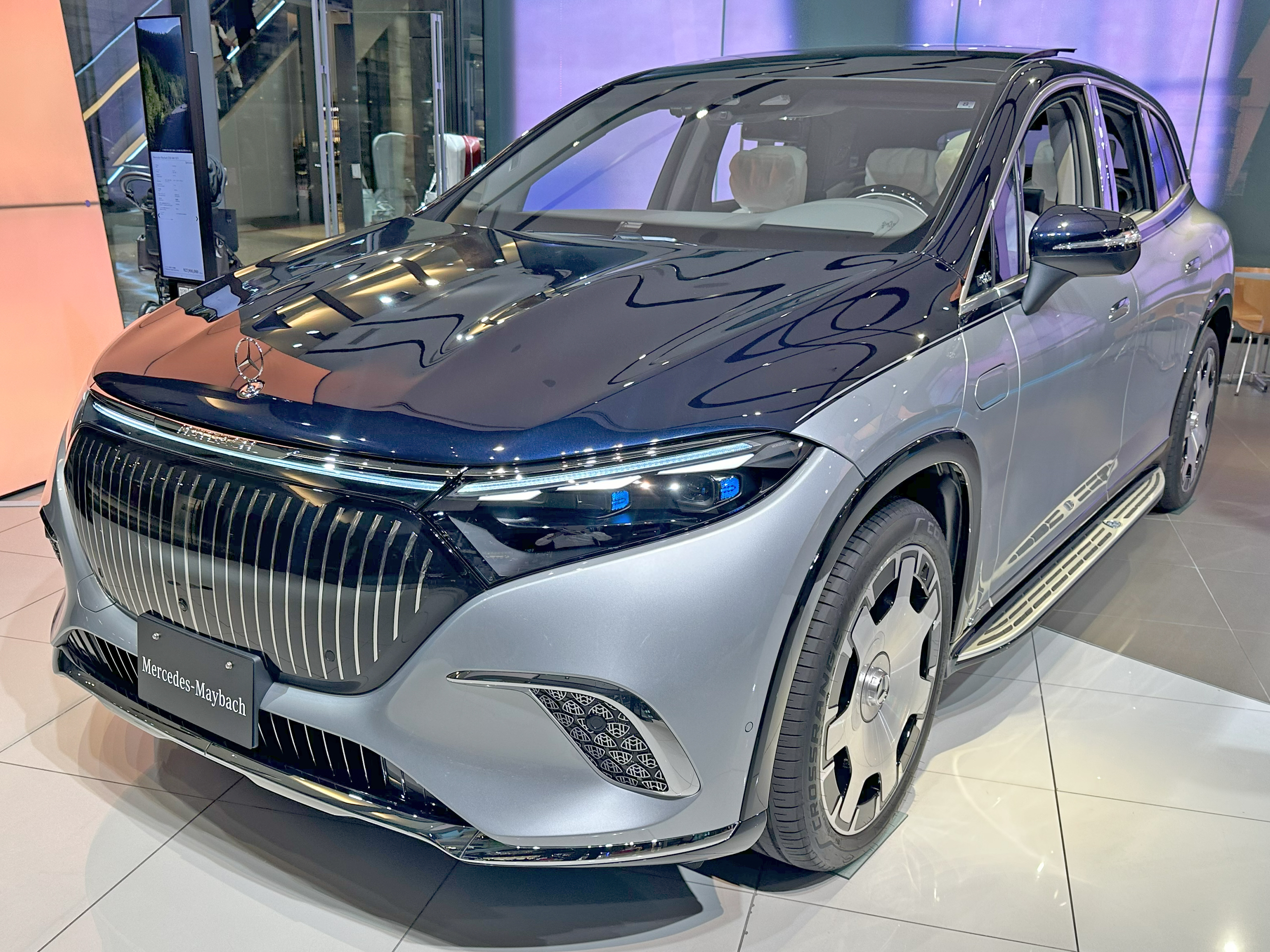
メルセデス・マイバッハ EQS 680 SUV

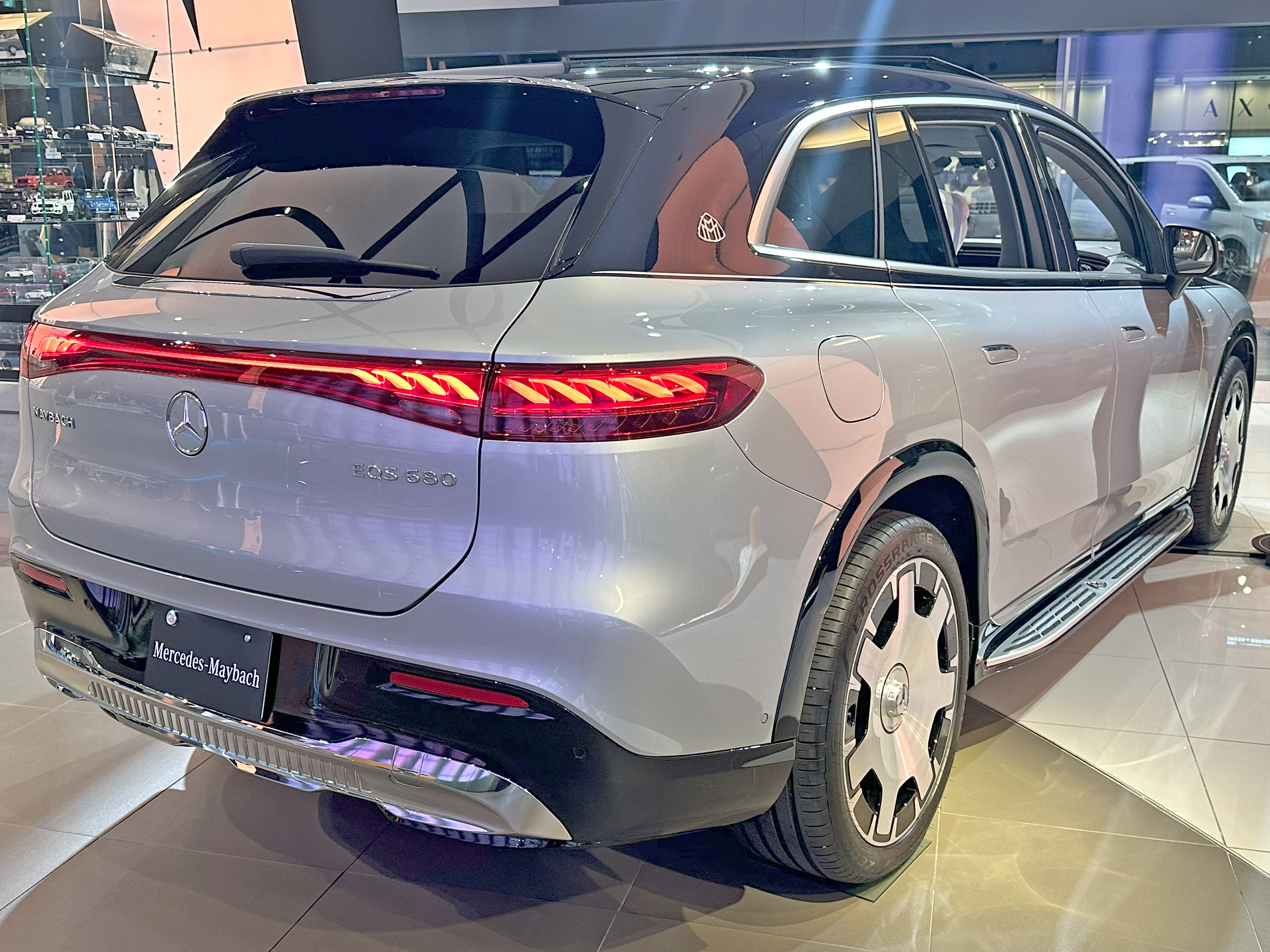
メルセデス・マイバッハ EQS 680 SUV

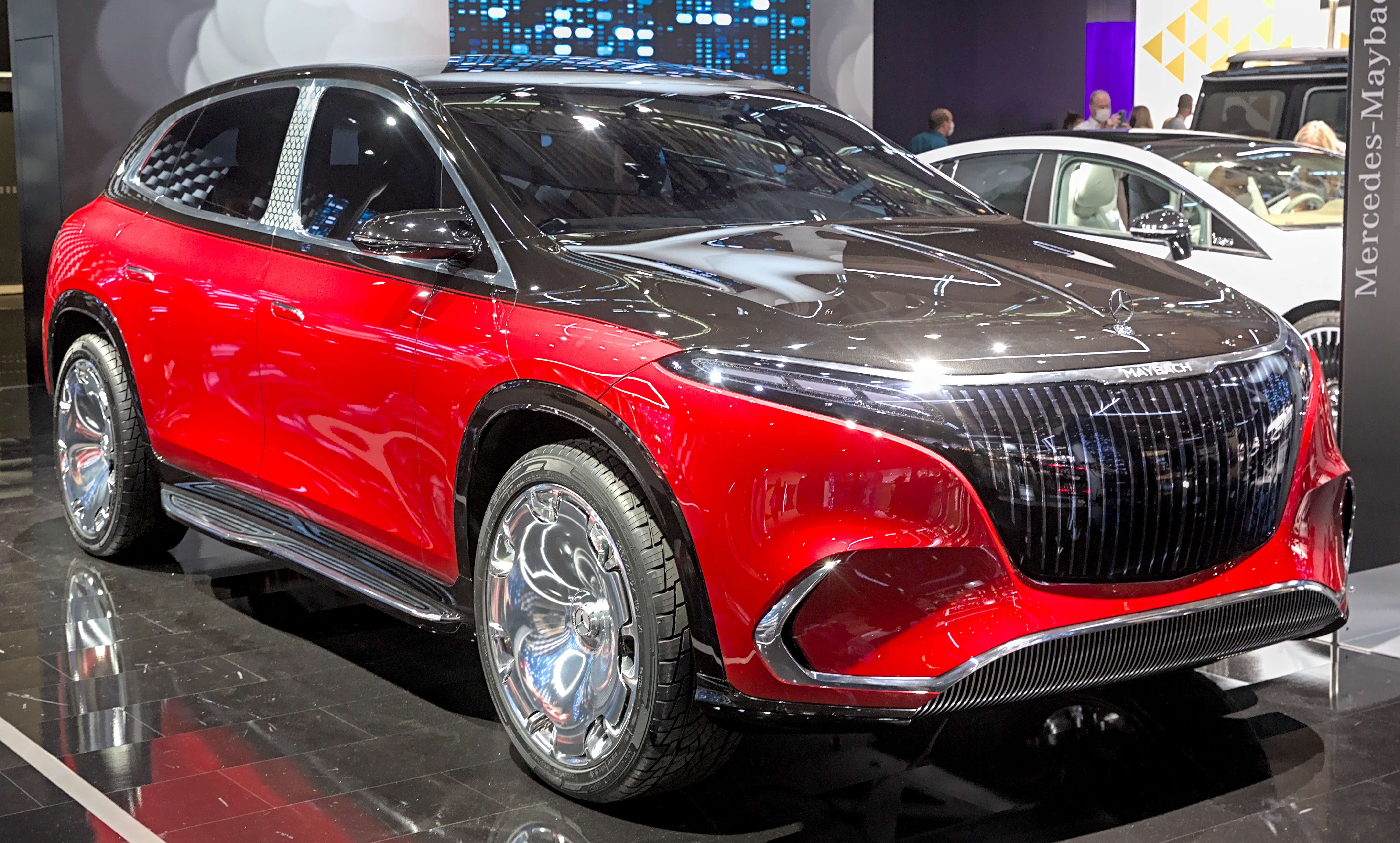
メルセデス・マイバッハ・EQSコンセプト

2023年4月の上海モーターショーにて、メルセデス・マイバッハ初のEVモデルとなるメルセデス・マイバッハ・EQS SUVが発表された。グレード名は「EQS 680 SUV」である。
エクステリアは、スリーポインテッドスターのボンネットマスコットを備える、専用のフロントマスクやツートーンペイント、22インチアルミホイールなどを採用する。 フロントバンパーのエアインテークフロントサイドスカートには、マイバッハパターンをあしらい、ランニングボードには、メルセデス・マイバッハのエンブレムを配している。軽い力で確実にドアを閉めることができるドアクロージングサポーター、ディスプレイ操作でドア開閉が可能な電動コンフォートドア（前席・後席）を装備する。
インテリアは、マイバッハ専用のモチーフをインテリアトリム、ウッドステアリング、足元のペダルに採用している。また、植物由来原料で加工したナッパレザーシート、ベンチレーションやマッサージャー等の機能がついたエグゼクティブシート（後席）、「No.12 MOOD」を備えたエアバランスパッケージなどを標準装備とした。また、オプションの「ファーストクラスパッケージ」（4人乗り仕様）では、格納式テーブル、クーリングボックス、シャンパンゴブレットなどが装備されるほか、後席がセパレートシートになり、ダイナミックセレクトの「MAYBACH」モードとあわせて、極上の乗り心地を提供する。
出力は「EQS 580 4MATIC」から更にパワーアップされ、最高出力は658 PS、最大トルクは950 Nmとなる。これにより、0～100km/h加速は、「580」の4.6秒に対して「680」は4.4秒と、0.2秒短縮された。連続調整ダンパーADS+を備えたAIRMATIC エアサスペンションを標準装備し、地上高を上げるために、最大35 mm車高を上げることが可能である。
NVH対策は、ベースの技術を継承しながら、特に後席を重視し、さらに昇華されている。ARTICO®でカバーされているラゲッジルームカバーは、EQS セダンと同様に、ボディに固定された仕切り壁の働きをする。リアシートのバックレストを上端に固定し、ラゲッジルームをリアウインドウの下端まで密閉することで、ノイズを抑制した。さらに、ウインドウガラスは、追加の絶縁材料と防音効果のあるものに変更されている。パノラミックスライディングルーフは、開口部が大きくなった一方で、ウインドディフレクター、カバーおよび密閉形状の工夫を施したことにより、騒音を抑えている。

### 日本での販売
2024年8月1日、発表。同日より「EQS 680 SUV」の発売を開始した。ベースとは異なり、左/右ハンドルの設定がなされる。

## テクニカルデータ
RWD仕様はリアに1基、4WD仕様はフロント/リアに各1基の交流同期モーターが搭載される。リチウムイオンバッテリーの容量は、全グレード共通で107.8kWhとなる。
2024年11月現在、日本市場には、「EQS 450 4MATIC SUV」「EQS 580 4MATIC SUV」「メルセデス・マイバッハ EQS 680 SUV」の3モデルが導入されている。日本向け仕様では、CHAdeMO規格の最大150kWの直流急速充電への適合、および車外へ電力を供給する給電機能（V2H/V2L）などが搭載される。
ラインアップは、以下の通り。
| モデル                             | 販売時期 | 駆動方式 | 最高出力        | 最大トルク | WTLP航続距離 |
| ---------------------------------- | -------- | -------- | --------------- | ---------- | ------------ |
| EQS 450+ SUV                       | 2022 -   | RWD      | 265 kW (360 PS) | 568 Nm     | 540-671 km   |
| EQS 450 4MATIC SUV                 | 2022 -   | 4WD      | 265 kW (360 PS) | 800 Nm     | 511-610 km   |
| EQS 500 4MATIC SUV                 | 2022 -   | 4WD      | 330 kW (449 PS) | 828 Nm     | 511-616 km   |
| EQS 580 4MATIC SUV                 | 2022 -   | 4WD      | 400 kW (544 PS) | 858 Nm     | 511-609 km   |
| メルセデス・マイバッハ EQS 680 SUV | 2023 -   | 4WD      | 484 kW (658 PS) | 950 Nm     | 最大600 km   |